# Merihaka

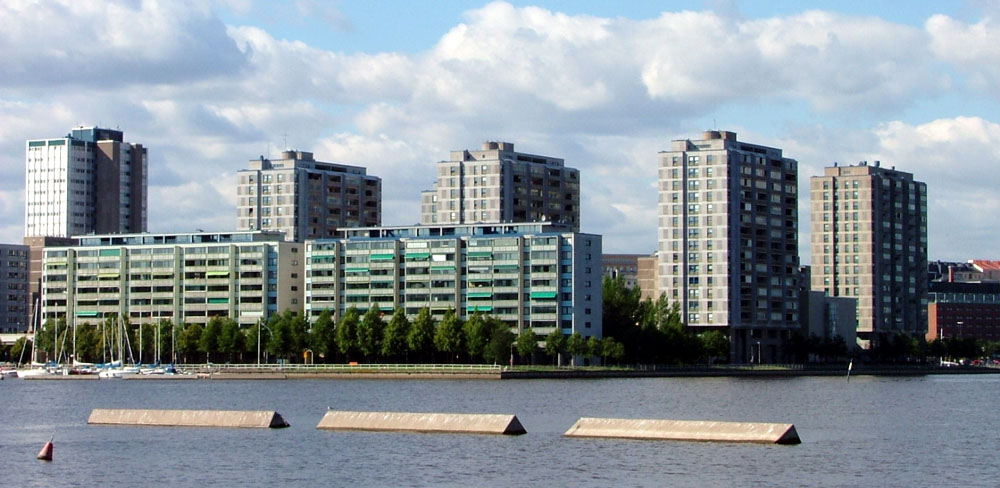
Merihaka von der Insel Tervasaari aus gesehen (2004)

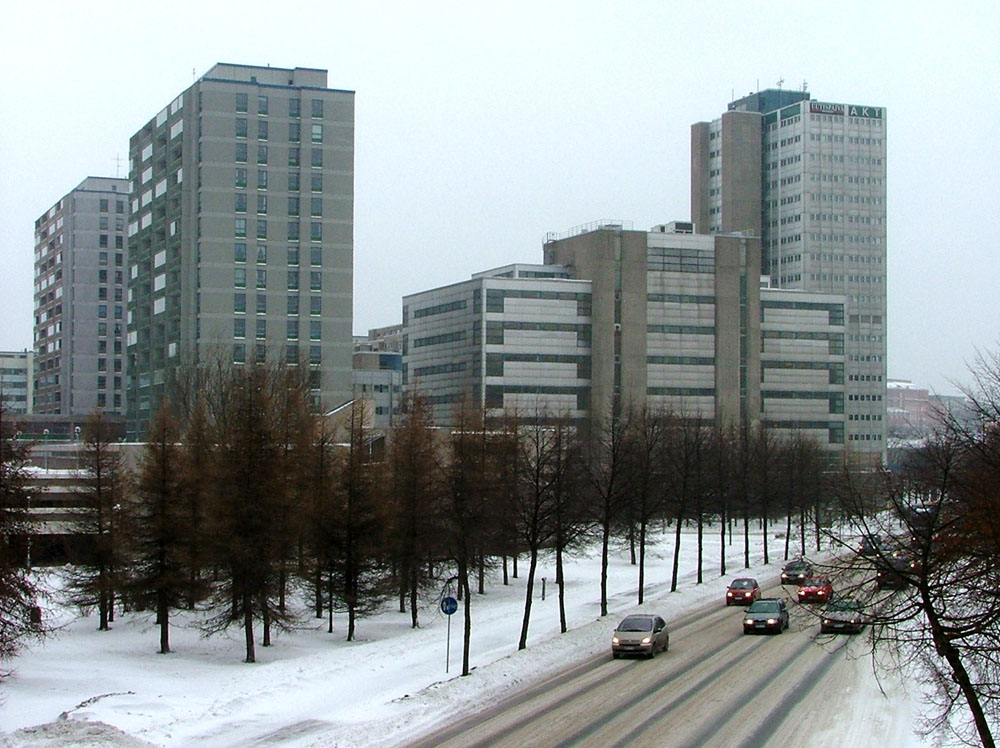
Merihaka im Winter 2005

Merihaka (schwed. Havshagen) ist ein Gebiet der finnischen Hauptstadt Helsinki mit 2300 Einwohnern. Es liegt nordöstlich vom Zentrum und gehört verwaltungsmäßig zum Stadtteil Sörnäinen.
Merihaka wurde in den 1970er-Jahren an der Stelle eines abgerissenen Hafen- und Industriegeländes erbaut. Es besteht aus brutalistischen Plattenbauten, die sich von der weitgehend vom Jugendstil geprägten Architektur der angrenzenden Gebiete deutlich unterscheiden. Die Autostraßen und Parkplätze wurden mit einem für den Fußgängerverkehr gedachten Betondeckel überdacht, ähnlich wie in Itä-Pasila.
Merihaka wird von vielen als eins der hässlichsten Gebiete Helsinkis betrachtet. Dies tut seiner Beliebtheit als Wohngebiet jedoch keinen Abbruch, denn neben der zentrumsnahen Lage lockt vor allem die hervorragende Aussicht, die sich einem aus den oberen Etagen der Häuser eröffnet.
Prominentester Einwohner Merihakas war der frühere finnische Ministerpräsident Kalevi Sorsa.